# Scrophularia crassiuscula
Scrophularia crassiuscula är en flenörtsväxtart som beskrevs av Hans Rudolph Jürke Grau. Scrophularia crassiuscula ingår i släktet flenörter, och familjen flenörtsväxter. Inga underarter finns listade i Catalogue of Life.